# 伊藤直晃
伊藤 直晃（いとう なおあき、1979年 - ）は、日本の漫画家。茨城県在住。

## 経歴
2004年12月期ジャンプ十二傑新人漫画賞最終候補まで後一歩新人リスト受賞、第62回赤塚賞準入選にて漫画家デビュー。独特のタッチとギャグセンスが評価される。また、『青春ロクデナシ図鑑』などでは作中に本人を含めたユニークなキャラクターが数多く登場する。インディーズバンド・不安定（アンバランス）のジャケットイラストなども手がける。

## 作品
- たいして良い思い出もできそうにない学校生活
- ナイスガイ転校生よしお
- 自称ナイスガイ
- イケてる便器
- あわよくば青春
- 青春ロクデナシ図鑑
- びよーん!! 陽快学級（「いとうなおあき」名義）

## ジャケットイラスト
- 不安定（アンバランス）『17歳』